# Smrdlja
Smrdlja (znanstveno ime Bufo calamita) je krastača, ki živi na peščenih območjih Severne Evrope in je v Sloveniji uvrščena na Seznam zavarovanih živalskih vrst.

## Opis
Odrasle smrdlje dosežejo v dolžino med 60 in 70 mm in imajo relativno kratke noge. Parijo se med koncem aprila in julijem, samice pa mrest odlagajo v plitve luže s toplo vodo. Doživijo lahko starost 15 let, hranijo pa se pretežno v nočnem času, z raznimi žuželkami, predvsem hrošči. 